# Leucania mezeyi
Leucania mezeyi là một loài bướm đêm trong họ Noctuidae.